# 绿布氏筋鱼
绿布氏筋鱼（学名：Bleekeria anguilliviridis）为玉筋鱼科布氏筋鱼属的鱼类，俗名山瑞仔。在中国，分布于南海、台湾海峡等海域，属于近海暖水性鱼类。其一般生活于息沙质海区。